# Chim Yamadori
Chim Yamadori (ヤマドリ (Sơn điểu)  danh pháp Syrmaticus soemmerringii) là một loài chim trong họ Trĩ. Đây là giống chim đặc hữu của Nhật Bản, phân bổ chủ yếu ở các đảo chính Honshu, Shikoku và Kyushu.